# Cúpulas CELAC-UE

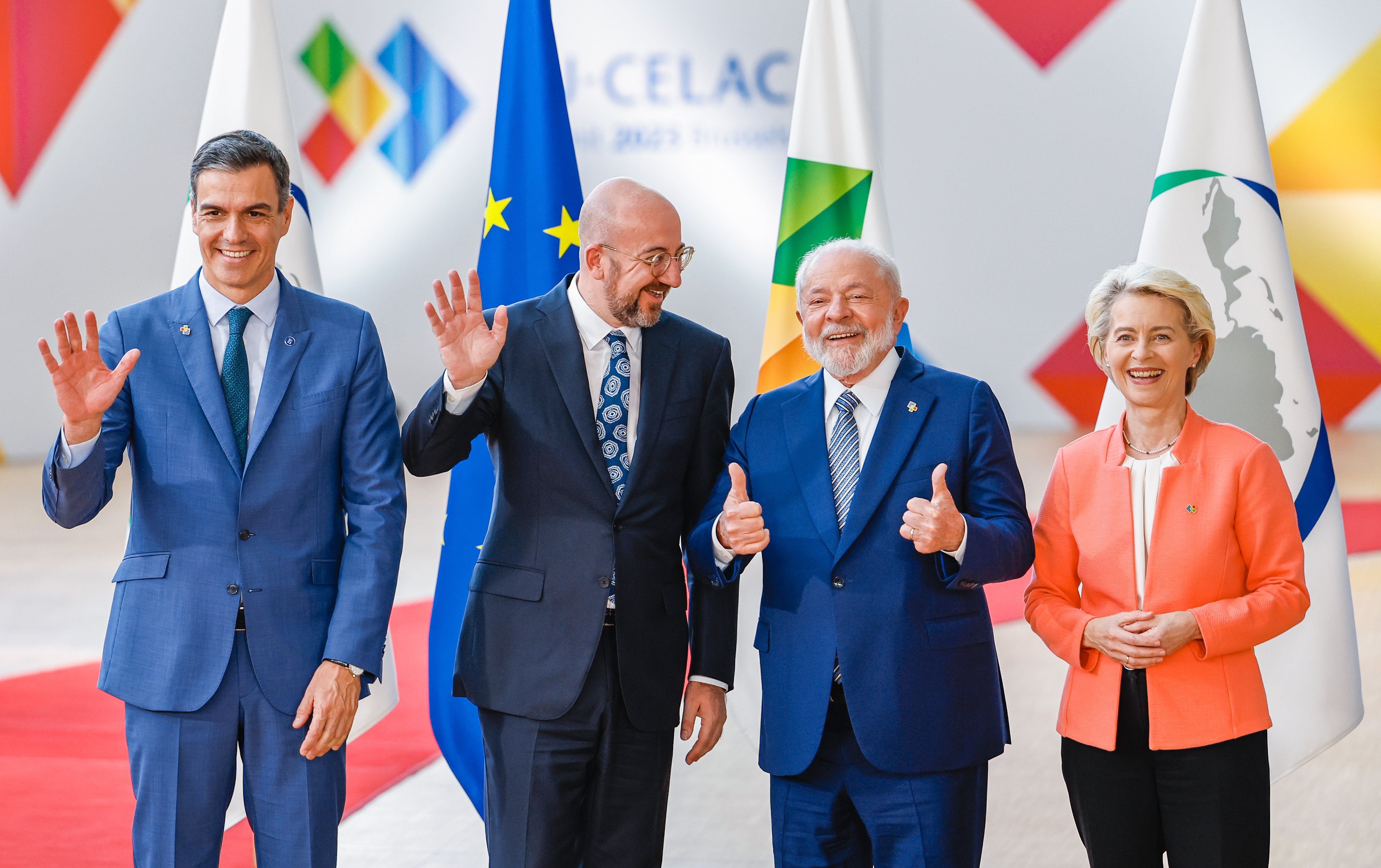
Presidentes da Espanha, Conselho Europeu, Brasil e Comissão Europeia na sessão de abertura da III Cúpula CELAC-UE

As Cúpulas CELAC-UE (Comunidade de Estados Latino-Americanos e Caribenhos e da União Europeia) começaram em 2013 e possuem a frequência estipulada de dois anos, embora tenha ocorrido uma interrupção no período de 2017 a 2021. Podem ser consideradas uma continuação das Cúpulas ALC-UE (Cúpula da América Latina, do Caribe e da União Europeia), que tiveram início em 1999 no Rio de Janeiro.
Alguns dos temas abordados são mudanças climáticas, comércio internacional (ex.: integração comercial entre o Mercosul e a UE), desenvolvimento sustentável, transição energética, transformação digital, migrações, finanças internacionais, crime organizado e cooperação para o desenvolvimento.

## Cúpulas
| # | Período                    | Local             |
| - | -------------------------- | ----------------- |
| 1 | 26 e 27 de janeiro de 2013 | Santiago, Chile   |
| 2 | 10 e 11 de junho de 2015   | Bruxelas, Bélgica |
| 3 | 17 e 18 de julho de 2023   | Bruxelas, Bélgica |